# Gérard Wertheimer
Pour les articles homonymes, voir Wertheimer.
Gérard Wertheimer, né le 17 avril 1951 à Paris (France), est un homme d'affaires et milliardaire français.
Avec son frère, Alain Wertheimer, il est actionnaire majeur de Chanel. Il est issu de l'influente famille Wertheimer.
En 2021, il est classé au 3e rang des fortunes françaises, conjointement avec son frère Alain.
En 2023, il est passé au 5e rang des fortunes de France.

## Biographie
Les frères Gérard et Alain Wertheimer sont les enfants de Jacques Wertheimer et Eliane Heilbronn.
Ils sont milliardaires, avec une fortune professionnelle et collective estimée en 2020 entre 34 et 62 milliards de dollars selon les sources. Selon Bilan, Gérard Wertheimer est la personne la plus riche de Suisse en 2022. Son frère réside aux États-Unis.
Issu de la famille Wertheimer, il est propriétaire avec son frère Alain Wertheimer, de Chanel SA, des cosmétiques Bourjois, du fabricant de fusils de chasse Holland & Holland (revendu en 2021), de la marque de maillots de bain Eres, mais aussi du château Rauzan Ségla à Margaux et du château Canon à Saint-Émilion.
Gérard Wertheimer est le père de deux enfants.

## Sport hippique
Les frères Wertheimer dirigent une prestigieuse écurie de courses et d'élevage de pur-sang, fondée par leur grand-père Pierre Wertheimer. Leurs chevaux disputent des courses de plat.